# Сукня

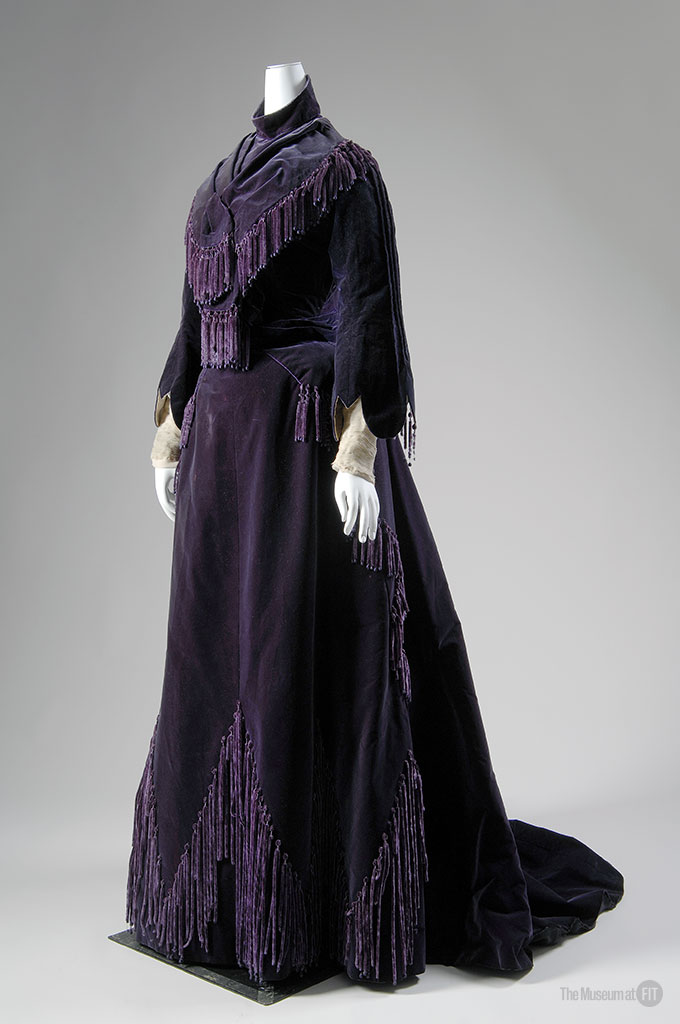
Вельветова сукня, 1903

Су́кня, суко́нка, пла́ття — один з поширених різновидів верхнього одягу з досить довгим подолом, що вкриває тіло і верхню частину ніг. У минулому розрізнялися чоловічі та жіночі сукні. У міру диференціації чоловічого і жіночого одягу сукня стала характерною для жіночого гардеробу.

## Історія
Довгий час такого одягу, як сукня, просто не існувало. І жінки, і чоловіки в Європі та на Сході носили туніки та довгі сорочки приблизно одного фасону, що відрізнялися лише якістю тканини, довжиною й оздобленням. Прототипом сукні є жіночий калазирис Стародавнього Єгипту — пряма сорочка завдовжки по щиколотку з бретелями або без них. Певний час одяг дитини був копією одягу дорослої людини (наприклад, дівчатка носили корсет), а в Англії існувала традиція одягати хлопчиків до 10 років у сукні.
В Середньовіччя ставлення до жінки багато в чому диктувалося церквою, вона розглядалася, перш за все, як берегиня вогнища і мати. Сукні того часу не допускали навіть найменшого натяку на привабливість, тому на піку моди перебували фасони, що повністю ховали жіночу фігуру від чоловічих очей.
До середини XV ст. мода різко змінюється. Висока лінія талії, глибокий виріз і широкий комір, вузькі рукави і довга спідниця, поступово переходить в довгий шлейф — всі ці деталі якнайкраще відбивали роль жінки в тому суспільстві. В XVI ст. силует сукні був значно спрощений, і саме вона була фоном для коштовностей. До кінця XVI ст. силует жіночої сукні знову різко змінюється, майже повністю повертаючись до силуету епохи Відродження. Це час зародження стилю «бароко», який пануватиме в житті Європи наступні 150 років. За часів бароко жінки всіх станів, за винятком селянок, затягуються в корсети, що окреслюють талію. Спідниці і рукави «набухають» все більше з кожним роком.
У XVIII ст. з'явилося кілька стилів жіночого костюма. Був створений контуш — елегантне плаття з великими складками на спинці, що спадають з плечей. Також з'являється плаття-полонез, яке складається з нижньої спідниці й ліфу, поверх яких надягали розстібну драпіровану сукню зі спинкою з трьох частин.
Простота фасону, якої відрізнялися сукні кінця XVIII — початку XIX ст., змусила модниць винайти нові способи прикрашати сукні. У багатьох випадках прикрасою ставала сама тканина, дорога, тонка, майже прозора. Основним одягом модниць став білосніжний шміз — полотняна сорочка з великим декольте, короткими рукавами, звужена спереду і вільно обволікаючою фігуру знизу. Пояс перемістився під самі груди. У 1850—1860-х роках почався новий етап у розвитку моди, який увійшов в історію під назвою «неорококо» або «мода Другої імперії».

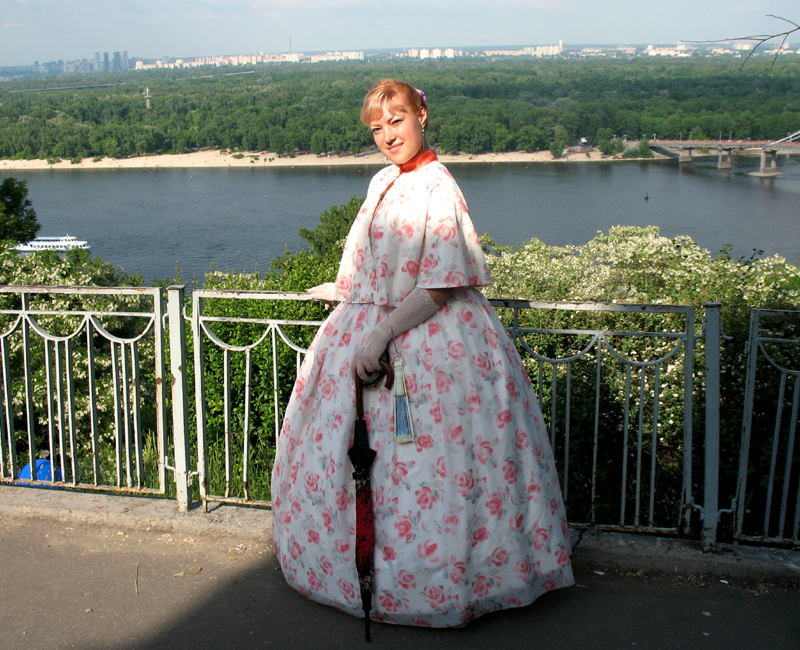
Сукня київської панни 1830-х. Реконструкція Ніколь Стаховської

В цей період жінки почали носити сукні з кринолінами. Вони різнилися за призначенням: домашні, обідні, візитні, вечірні, для прогулянок та бальні. З другої половини 1860-х років жіночі сукні стали більш зручними: рівними спереду та більш подовженими позаду у вигляді шлейфу, який підтримувався турнюром.
Основними матеріалами для суконь були тафта, парча, шовк, оксамит, атлас, шерсть, газ. Існувала певна диференціація в кольорах жіночих суконь, яка залежала від віку, сезону та призначення. Для повсякденних та візитних костюмів жінки середнього віку обирали відтінки бронзового, коричневого та зеленого, жінки похилого віку — бузковий, ліловий та світло-сірий кольори.

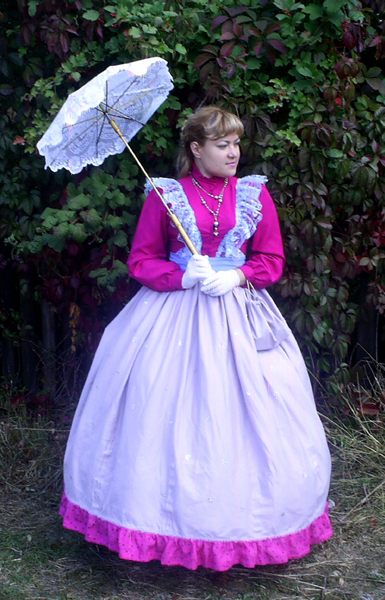
Сукня київської панни кінця 1850-х — початку 1860-х. Реконструкція Ніколь Стаховської

Зміна силуету жіночого костюма відбувається в 1866—1867 роках. Лінію талії розташовують високо. Спідниця сукні легко розширюється донизу, що створювало враження високого зросту. Після довготривалого домінування округлих форм та ліній по закону контрасту виникають нові пропорції, прямі лінії та кути. Ранкові туалети відрізнялися тим, що вони були дещо вужчі та підняті на ґудзики, на відміну від вечірніх, візитних і бальних. Для прогулянок пішки були короткі сукні або короткі спідниці з піднятими сукнями.
Початок XX ст. вніс найразючіші зміни за всю історію моди. У 1920-ті роки з'явилися фасони ділових суконь, їх силует став вузькішим, низ сукні вкоротили до колін. Ліф сукні став більш плоским, позбавляючи жінку природних форм. Лінія талії покинула належне місце, спустившись до стегон. 1926 року фурор у світі моди справила Коко Шанель, показавши світу свою чорну, знамениту маленьку сукню, яка швидко увійшла в гардероб модниць, і міцно там вкорінена.
У 1930-х роках з'являється сукня-вамп із тонкого шовку, яке щільно облягало фігуру, а також сукні-чарльстон, яке мало прямий ліф, короткі рукави, пояс на стегнах і дві призборені асиметричні спідниці. В роки Другої світової війни жіночу сукню шили зі старого парашутного шовку, яка нагадувала одяг латиноамериканок з середньовічними мотивами. 1947 року Крістіан Діор створив колекцію суконь з завуженою талією та пишною спідницею, що доходила до середини гомілки.
1960-ті роки знаменуються появою мінісукні з простим кроєм та яскравими принтами, а також стилем «крихітка Доллі». З того часу жіночі сукні шиють зі штучних матеріалів і тканин, які не втрачають форму та зовнішній вигляд: кримплен, нейлон, дралон, дакрон, лайкра, терилен, акрилан, орлон, поліестер. Широкого поширення набувають сукні у спортивному стилі. У 70-х роках з'являються довгі сарафани із натуральних тканин, вишивкою у національному стилі, а також яскраві сукні-туніки.
Мода XXI ст. активно використовує силуети жіночих суконь, створені в минулому столітті. При цьому модельєри все охочіше повертаються до традицій минулих століть, етнічного стилю та епохи бароко.

## Реконструкція

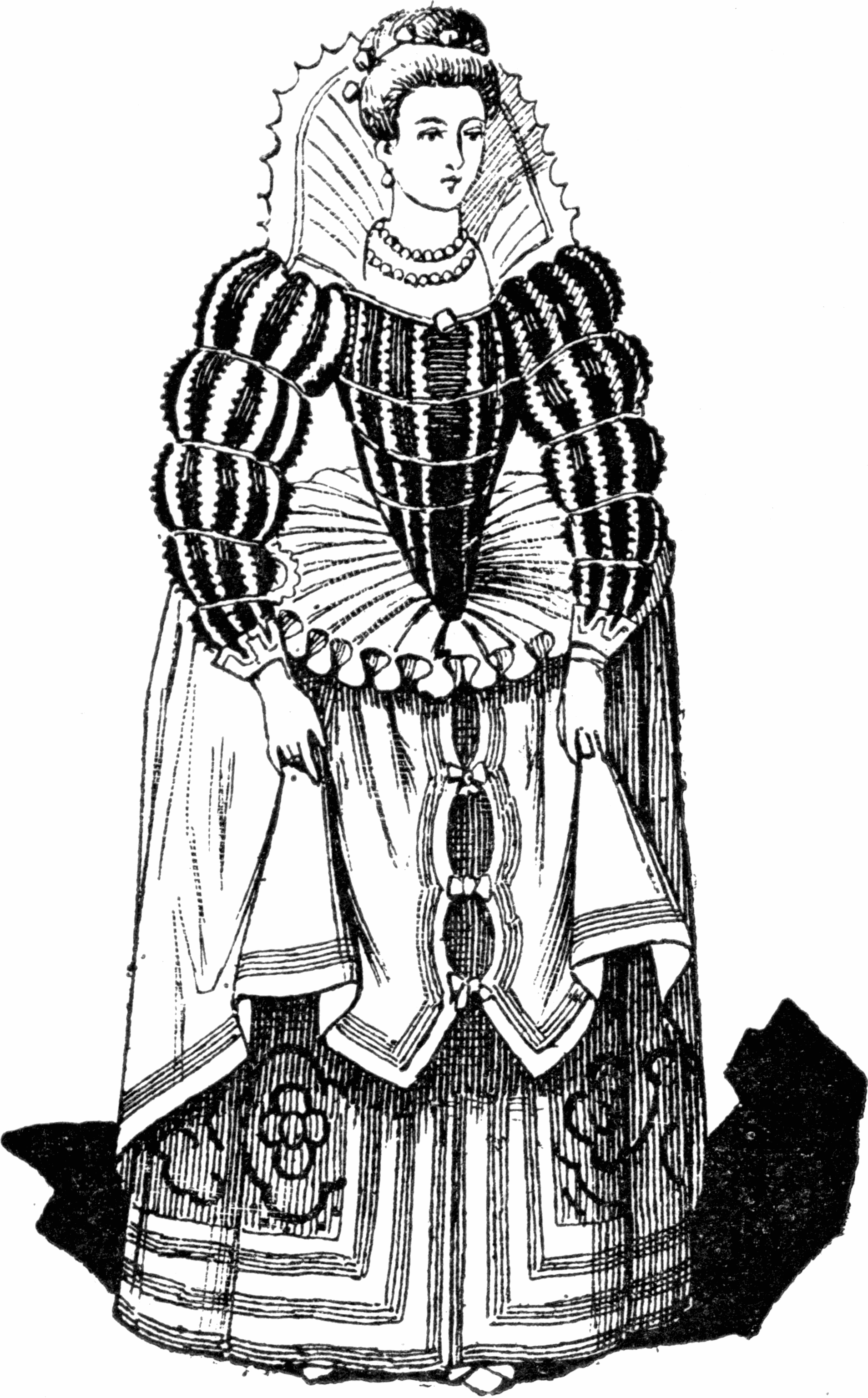
XVI століття
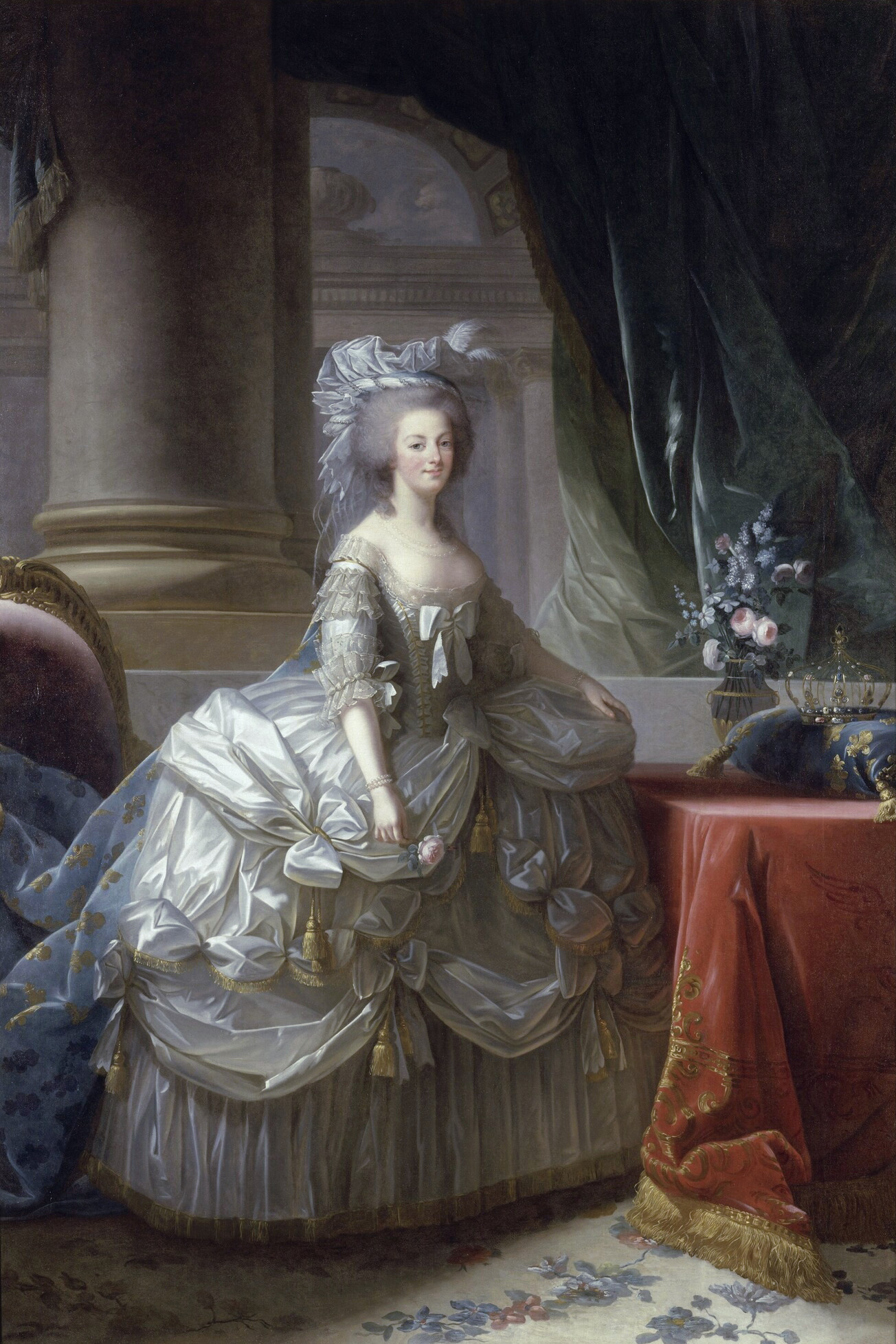
Пишна сукня французької королеви Марії-Антуанетти, 1779.
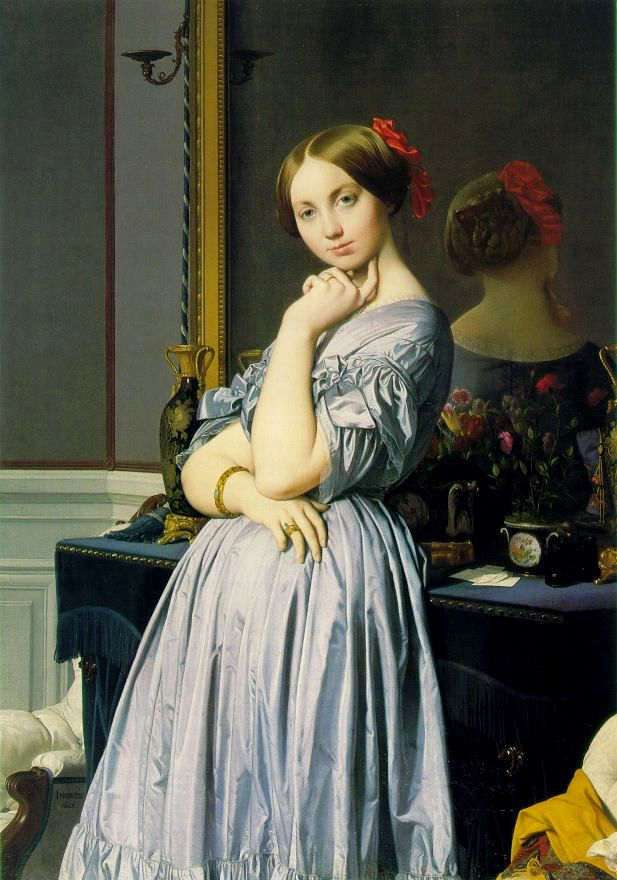
1845
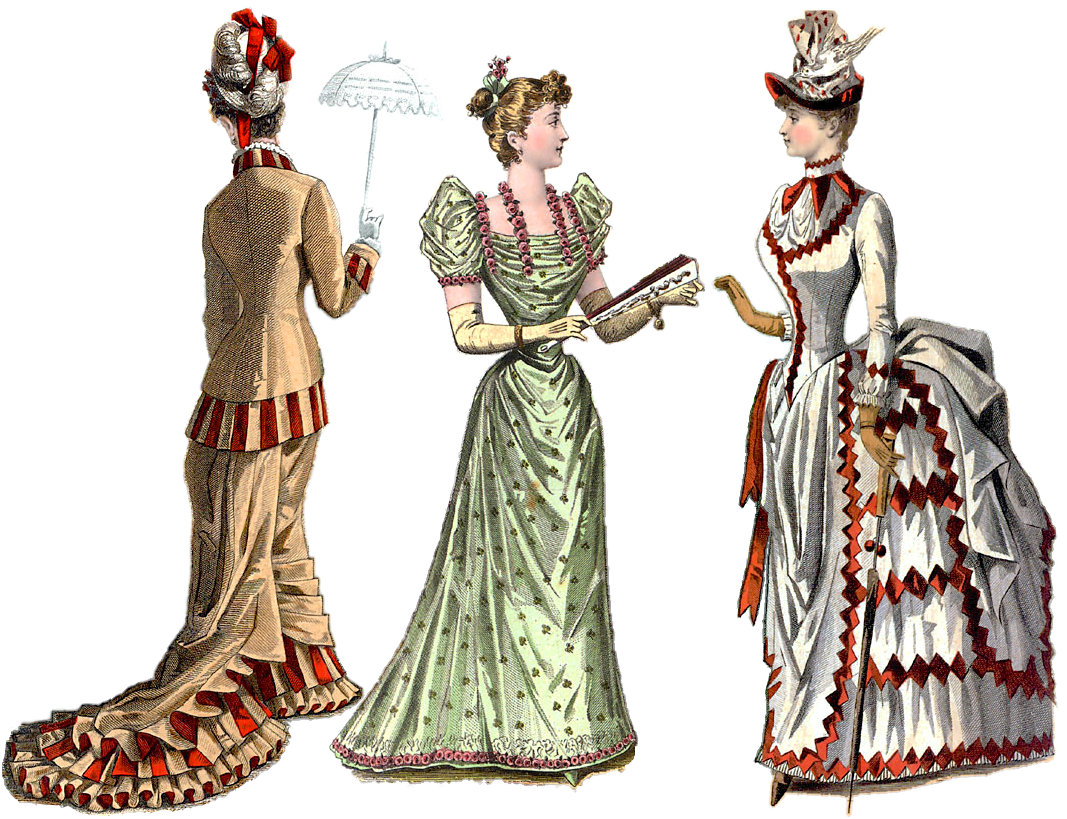
1880
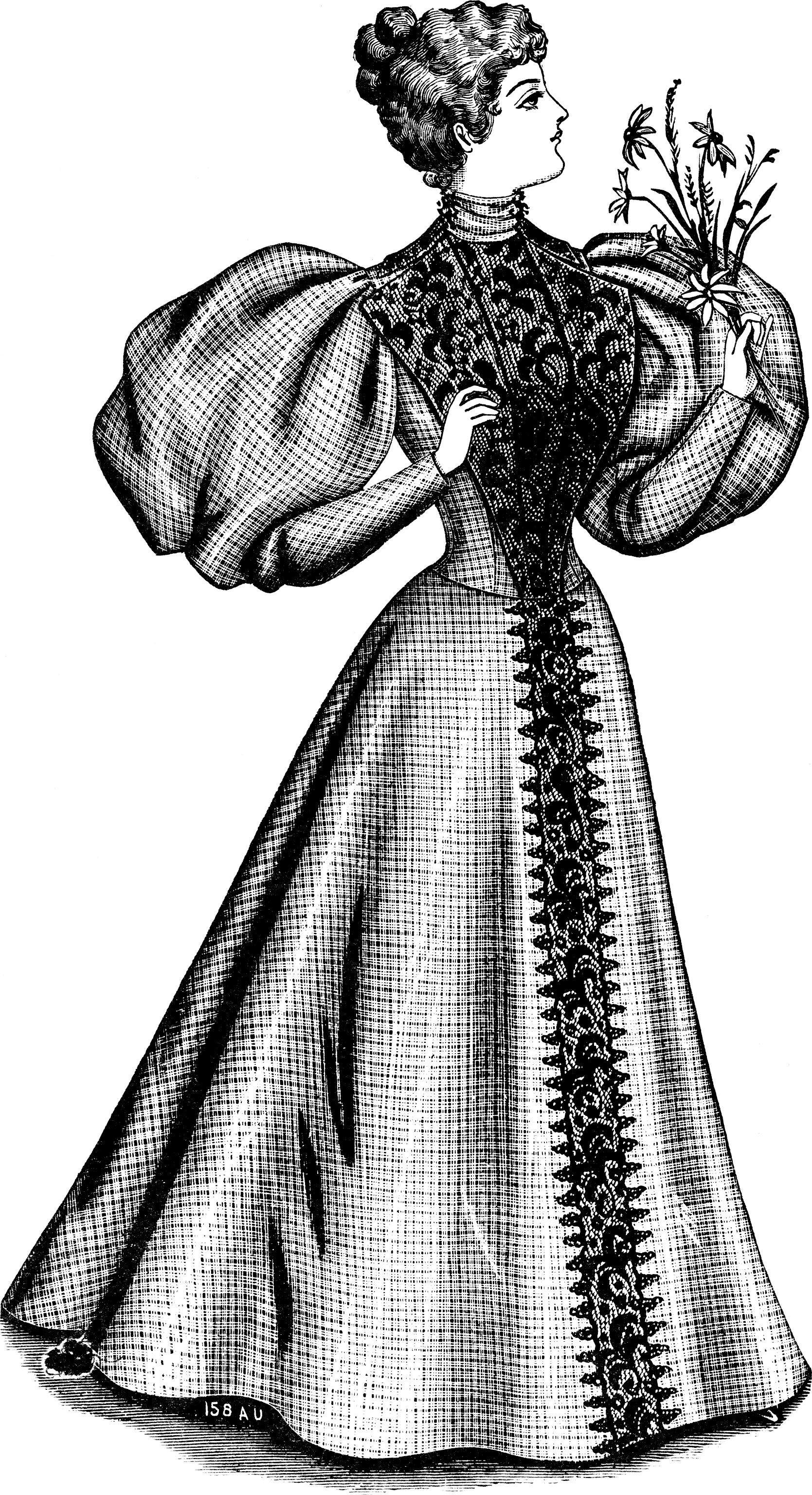
1895
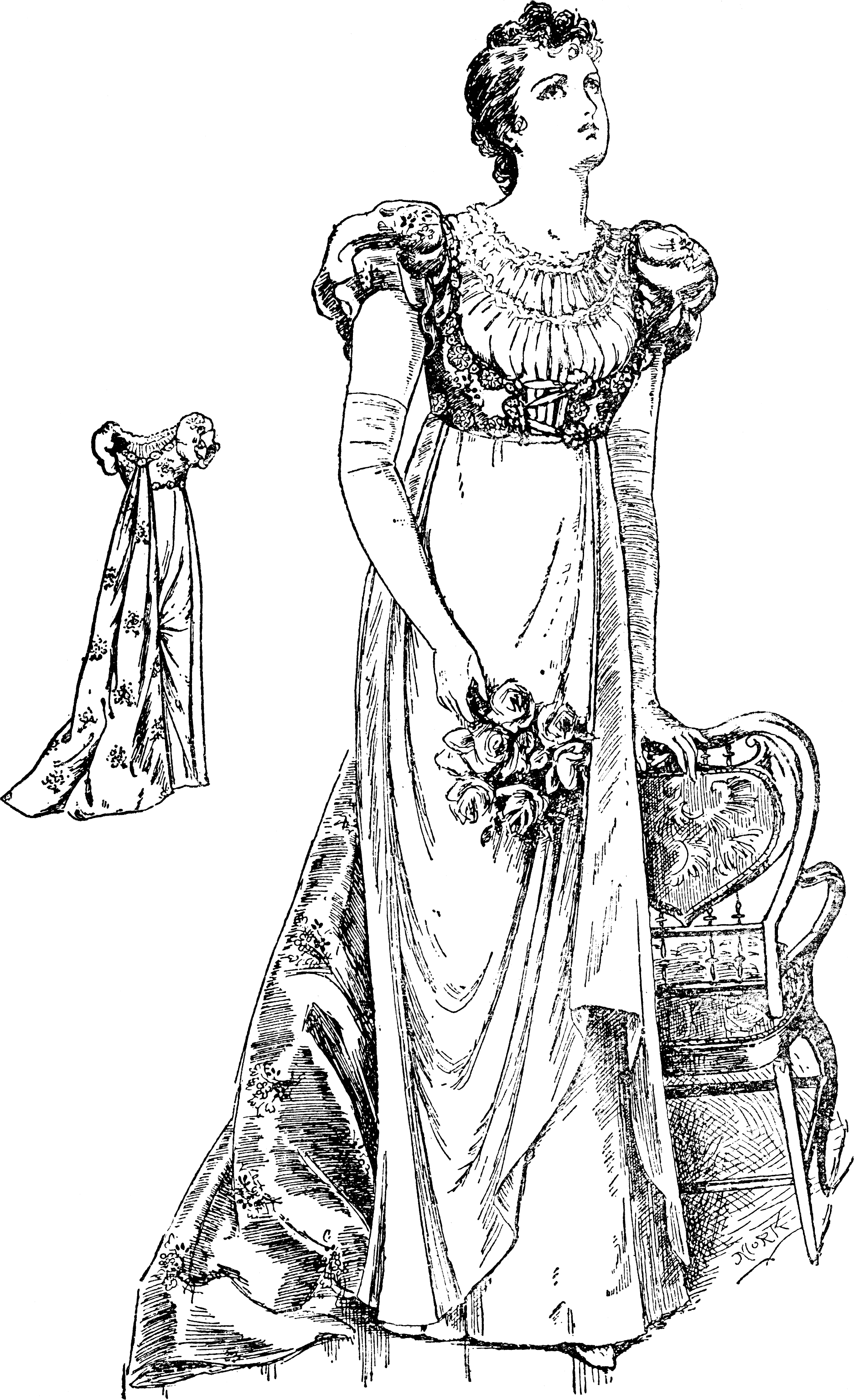
1898
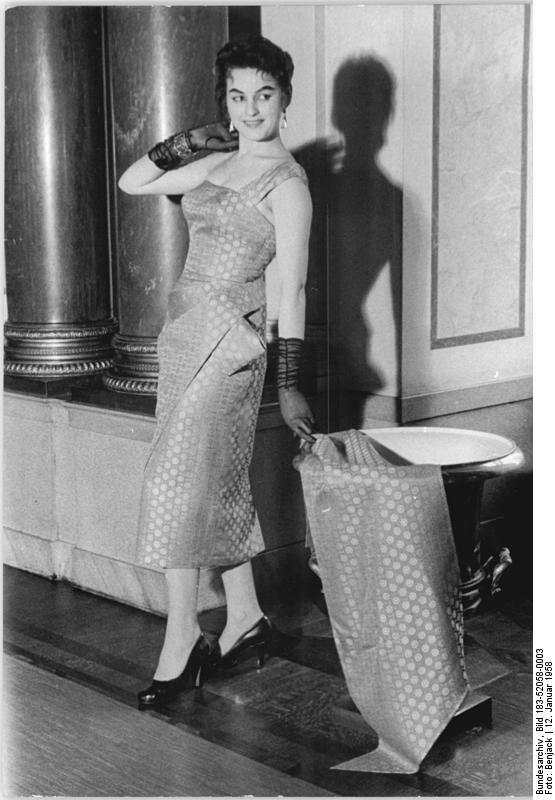
1958

## Різновиди
Існує величезна різноманітність суконь: зшитих або пов'язаних вручну, випущених на фабричному виробництві.
Розрізняються:
| Фото | Назва                | Опис                                                                                 |
| ---- | -------------------- | ------------------------------------------------------------------------------------ |
|      | Коктейльна сукня     | Вкорочена сукня для урочистих випадків без коміра і рукавів.                         |
|      | Маленька чорна сукня | Різновид коктейльної або вечірньої сукні чорного кольору довжиною до колін або вище. |
|      | Вечірня сукня        | Сукня для урочистих випадків.                                                        |
|      | Весільна сукня       | Сукня для весілля і вінчання.                                                        |
|      | Мінісукня            | Сукня довжиною вище колін.                                                           |
|      | Денна сукня          | Сукня у стилі casual.                                                                |
|      | Сукня-футляр         | Вузька жіноча сукня.                                                                 |
|      | Етнічна сукня        | Сукня в етнічному стилі або частина національного строю.                             |
|      | Сукня-сорочка        | Сукня сорочкового покрою.                                                            |
|      | Карнавальна сукня    | Сукня для карнавалу.                                                                 |
|      | Дитяча сукня         | Сукня для дівчаток.                                                                  |
|      | Сарафан              | Різновид сукні без рукавів, іноді надягає поверх блузи або футболки.                 |
|      | Будуарна сукня       | Сукня з легкої, ажурної, місцями прозорої тканини для ранкової фотосесії нареченої.  |